# Mare de Déu del Remei de Castellbò
La Mare de Déu del Remei de Castellbò és una capella de Castellbò, en el municipi de Montferrer i Castellbò (Alt Urgell), inclosa en l'Inventari del Patrimoni Arquitectònic de Catalunya.

## Descripció
Església d'una sola nau coberta per un llosat a doble vessant. L'absis, orientat a llevant, és quadrat a l'exterior i trapezoïdal a l'interior, més estret i baix que el cos de la nau i cobert amb un llosat a un vessant. La porta d'accés es troba al frontis occidental. Té una llinda de fusta i, junt amb l'ull de bou circular que la corona, configuren les úniques obertures del temple. Remata la façana occidental un campanar d'espadanya d'un sol ull. La construcció és rústega de pedres unides amb fang.